# フォワーダ
フォワーダ（forwarder）とは、積載式の集材作業車。 荷台の大きさによっては、短幹材から長材まで積み込むことが可能で、不整地や軟弱地などトラックが入り込めないところでも、接地面の広いクローラや不整地用タイヤを用い安定した重心で高い走行性能を示す。
高性能林業機械に分類され、スキッダ、タワーヤーダ、スイングヤーダなどと同様に集材機械である。

## 車体構造の分類

### アーティキュレイト式
アーティキュレイト式は主にタイヤ式のフォワーダで採用されることが多い。中には後輪の代わりにクローラを装着し、接地圧を下げたモデルも存在する。アーティキュレイト式のメリットは比較的小旋回を行える点にある。

### リジット式
リジット式は主にクローラ式のフォワーダで採用される。リジット式は車体自体がアーティキュレイト式よりも短くなるため、木材を積載した際に車両全体がコンパクトになる。

## 走行部の分類
クローラ式
- クローラ式が日本では主流であり、特にゴムクローラを装着することが多い。
- クローラ式のフォワーダは走破性、安定性に優れるため、低規格の道路を開設して使用する例も多く見られる。

タイヤ式
- タイヤ式では6輪以上のタイヤを持つものが多い。
- クローラ式に比べると整地された路面が必要になる。
- タイヤ式は走行スピードに優れ、運搬スピードが速い。

## 荷台の分類
荷台は主に車両後端部に設置されることが多いが、小型機においては車両横に積載できるモデルもあり、これは小型ながらにして長尺材を積載できるメリットがある。

### 平型ボディ荷台
サイドポールを後端に差し替えることで、長尺材から短管材まで積載できる。最もスタンダードな荷台。ロードデッキのつくものはさらに長尺材を積載することができる。ダンプ機構が備わっていることが多い。荷台を取り外し可能な物もあるが、メジャーではない。

### パイプ積載
車両フレームにパイプを立てて積載する。又はU字パイプに積載など。平型ボディのように底面を持たないため重量が軽くなる。荷台を持たないため重心を下げることができ、安定性が増す。

### バイオマス対応型荷台
用材を積載する機能はそのままに、嵩高い末木や枝葉などをできるだけ多く積載するため、荷台フレームが伸縮し、横方向および上方向から圧縮することによって積載量を確保することができる圧縮機能を装備。

## フォワーダに搭載される機構
フォワーダでは作業機械が搭載される場合がある。以下は一例。
- グラップルクレーン - 木材を荷台から降ろしたり載せたりする。
- ウインチ
- クラムバンクスキッダ

## メーカー
- 諸岡
- ウインブルヤマグチ
- イワフジ工業
- 筑水キャニコム
- 前田製作所
- 魚谷鉄工
- 加藤製作所
- ヤンマー建機